# Лаленкова, Евгения Михайловна
Евге́ния Миха́йловна Лаленко́ва (урожд. Дми́триева род. 8 сентября 1990 года) — российская конькобежка. Четырёхкратный призёр чемпионатов мира на отдельных дистанциях, трёхкратный призёр чемпионатов Европы. Участница Зимних олимпийских игр 2022 года, 10-кратная чемпионка России на отдельных дистанциях 5-кратная в классическом многоборье. заслуженный мастер спорта России (2021)Рекордсмен России в командной гонке (вместе с Е.Голубевой и Н.Ворониной)

## Биография
Евгения Лаленкова родилась в городе Фурманов, но в возрасте 5-ти лет её семья перебралась в Череповец к сестре отца в поисках лучшей работы. Однако вскоре родители развелись и она решила, что нужно себя чем-то занять. В 10-летнем возрасте занялась конькобежным спортом в Череповце в ДЮСШ № 3. Её первым тренером была Светлана Николаевна Лубнина. В старшей группе Дмитриева оказалась единственной девушкой среди парней. Она совмещала тренировки и учёбу в школе.. В более взрослом возрасте перешла в спортивный клуб «Северсталь» к Александру Калинину.
В возрасте 14 лет Женя дебютировала на кубке России и на юниорском чемпионате России. Но только в сезоне 2008/09 заняла второе место в многоборье на чемпионате страны среди юниоров и вошла в состав сборной. Она дебютировала на юниорских Кубке мира и на чемпионате мира. В следующем сезона она выиграла на дистанции 1500 м на юниорском этапе кубка мира в Коллальбо, и стала первой на чемпионате России в беге на 500 м и второй в многоборье.
В 2011 году после третьего места в спринте на чемпионате страны Евгения участвовала на чемпионате мира на отдельных дистанциях в Инцелле и заняла шестое место в командной гонке, а на дистанции 1000 м заняла 22-е место. Через год выиграла на чемпионате России дистанцию 3000 м и стала второй на 1500 м, а на мировом первенстве в Херенвене стала седьмой на дистанции 3000 м и 14-й на 5000 м. В 2013 году выиграла «бронзу» на 26-й зимней Универсиаде в Трентино на дистанции 1500 м.
В 2014 году участвовала на чемпионате Европы в Хамаре, где заняла 11-е место в многоборье и на чемпионате мира в классическом многоборье заняла 14-е место. Сезон 2014/15 она пропустила из-за своей свадьбы и рождения сына Никиты. Следующий сезон 2015/16 уже под фамилией Лаленкова она провела в национальных соревнованиях и Кубке России в котором одержала победу в общем зачёте на дистанции 1500 м.
В 2017 году Евгения заняла второе место в многоборье на очередном чемпионате России в Челябинске, а в 2018 году заняла третьи места на чемпионате России в Коломне на дистанциях 1500 и 3000 м и второе в масс-старте. На чемпионате мира в классическом многоборье заняла десятое место. В 2018 и 2019 и 2021, 2022 годах выиграла чемпионат России в многоборье.
На чемпионате мира на отдельных дистанциях 2019 года в командной гонке преследования вместе с партнёрами — Натальей Ворониной и Елизаветой Голубевой завоевала бронзовые медали. На дистанциях 1500 м и 3000 м заняла седьмое и восьмое места. В следующем году на чемпионате мира на дистанции 1500 м завоевала «серебро», и повторила это достижение на чемпионате Европы в Херенвене. Также в командной гонке вместе с Натальей Ворониной и Елизаветой Голубевой была завоёвана серебряная медаль.
В 2021 году на чемпионате мира на отдельных дистанциях завоевала бронзовые медали на дистанции 1500 м и в командной гонке. В 2022 году на чемпионате Европы в Херенвене повторила результат в командной гонке вместе с Натальей Ворониной и Елизаветой Голубевой. На дистанции 1500 м заняла шестую строчку.
В 2022 году впервые выступила на Зимних олимпийских играх. На дистанции 3000 м в Пекине показала десятое время, на 1500 м — стала девятой. В сезоне 2022/23 на чемпионате России на отдельных дистанциях в Кемерово победила на дистанциях 1500 и 3000 м и заняла второе место в забеге 5000 м. Осенью 2023 года Лаленкова объявила о завершении карьеры спортсменки. Два года подряд – 2020 и 2021 – признавалась лучшей спортсменкой Вологодской области.

## Спортивные достижения
| Год  | ЧЕ многоборье         | ЧЕ отдельные дистанции               | ЧМ многоборье           | ЧM на отдельных дистанциях              | Олимпийские игры     | Кубок мира                                           | Чемпионат мира среди юниоров              |
| ---- | --------------------- | ------------------------------------ | ----------------------- | --------------------------------------- | -------------------- | ---------------------------------------------------- | ----------------------------------------- |
| 2009 |                       |                                      |                         |                                         |                      |                                                      | 26e 1500 м                                |
| 2010 |                       |                                      |                         |                                         |                      |                                                      | 10e (14е, 5е, 10е, 9е) 5e командная гонка |
| 2011 |                       |                                      |                         | 22e 1000 м 6e командная гонка           |                      | 0 очков 500 м 23e 1000 м 36e 1500 м                  |                                           |
| 2012 |                       |                                      |                         | 7e 3000 м 14e 5000 м                    |                      | 42e 1000 м 15e 1500 м 10e 3000/5000 м 15e масс-старт |                                           |
| 2013 |                       |                                      | 6e (8е, 6е, 8е, 7е)     | 11e 3000 м                              |                      | 27e 1500 м 12e 3000/5000 м                           |                                           |
| 2014 | NC11 (5е, 11е, 9е, -) |                                      | NC14 (16е, 14е, 14е, -) |                                         |                      | 49e 1000 м 29e 1500 м 37e 3000/5000 м                |                                           |
|      |                       |                                      |                         |                                         |                      |                                                      |                                           |
| 2016 |                       |                                      |                         | 9е масс-старт                           |                      |                                                      |                                           |
|      |                       |                                      |                         |                                         |                      |                                                      |                                           |
| 2018 |                       |                                      | NC10 (15е, 8е, 10е, -)  |                                         |                      | 31e 1500 м 50e 3000/5000 м                           |                                           |
| 2019 | 7e (7е, 6е, 6е, 5е)   |                                      | NC12 (14е, 13е, 8е, -)  | 7е 1500 м · 8е 3000 м · командная гонка |                      |                                                      |                                           |
| 2020 |                       | 1500 м · 8е 3000 м · командная гонка | 6e · (9е, 9е, , 5е)     | 1500 м · 4е 3000 м · 4е командная гонка |                      | 1500 м · 6е 3000/5000 м · командная гонка            |                                           |
| 2021 | 8e · (9, 7, , 8)      |                                      |                         | 1500 м · 10e 3000 м · командная гонка   |                      | 4e 1500 м 10e 3000/5000 м                            |                                           |
| 2022 |                       | 6е 1500 м · командная гонка          |                         |                                         | 9е 1500 м 10е 3000 м |                                                      |                                           |

* NC — не отобралась на заключительную дистанцию
* В скобках указано место на соответствующей дистанции (500 м, 3000 м, 1500 м, 5000 м), для юниоров (500 м, 1500 м, 1000 м, 3000 м).
| Соревнования/Сезоны                       | 2008/2009 | 2009/2010 | 2010/2011 | 2011/2012 | 2012/2013 | 2013/2014 |
| ----------------------------------------- | --------- | --------- | --------- | --------- | --------- | --------- |
| Чемпионаты России в многоборье            | —         | —         | 22        | Дискв.    | 5         |           |
| Чемпионаты России в спринте               | —         | 5         | 3         | 5         | —         |           |
| Чемпионаты России на отдельных дистанциях |           |           |           |           |           |           |
| 500 м                                     | —         | —         | 6         | 12        | 13        | —         |
| 1000 м                                    | —         |           | 3         | 6         | —         | —         |
| 1500 м                                    | 17        |           | 2         | 2         | 4         | 5         |
| 3000 м                                    | —         |           | —         | 1         | 2         | 5         |
| 5000 м                                    | 9         |           | —         | —         | 2         | —         |

## Личная жизнь
Выпускница Череповецкого государственного университета на факультете физического воспитания.
Летом 2014 года вышла замуж за конькобежца и тренера Евгения Лаленкова. Весной 2015 года у них родился сын Никита, который играет в футбол. Младший брат Евгении Максим также занимается конькобежным спортом. Свободное время посвящает семье, кулинарии, футболу, волейболу и настольному теннису. С 2023 года работает в СКР (Союз конькобежцев России), в перспективе получения всероссийской судейской категории, что позволяет стать главным судьей на соревнованиях высокого уровня. В 2024 году родила второго ребёнка. Семья живёт в посёлке Ватутинки.